# Казађове
Казађове (итал. Casagiove) је насеље у Италији у округу Казерта, региону Кампанија.
Према процени из 2011. у насељу је живело 13654 становника. Насеље се налази на надморској висини од 58 м.

## Становништво
| 1951. | 1961. | 1971. | 1981.  | 1991.  | 2001.  | 2011.  |
| ----- | ----- | ----- | ------ | ------ | ------ | ------ |
| 7.929 | 8.882 | 9.542 | 14.605 | 15.250 | 14.821 | 13.705 |